# 忍者蝙蝠俠VS極道聯盟
《忍者蝙蝠俠VS極道聯盟》是一部改編自美國DC漫畫《蝙蝠俠》系列的日本動畫電影，為2018年電影《忍者蝙蝠俠》的續作，由水崎淳平、高木真司共同執導，中島一基編劇。
2024年5月30日，宣布製作全新動畫電影續作。

## 配音員
| 角色名稱                        | 日語     | 英語                |
| ------------------------------- | -------- | ------------------- |
| 布魯斯·韋恩／蝙蝠俠             | 山寺宏一 | Joe Daniels         |
| 達米安·韋恩／羅賓               | 梶裕貴   | Bryson Baugus       |
| 提姆·德雷克／紅羅賓             | 河西健吾 | Nathan Wilson       |
| 迪克·格雷森／夜翼               | 小野大輔 | Houston Hayes       |
| 傑森·陶德／紅頭罩               | 石田彰   | 大衛·馬特蘭加       |
| 潔西卡·克魯茲／綠光的是鹿       | 佐倉綾音 | Annie Wild          |
| 亞瑟·庫瑞／水龍的亞朝           | 大塚明夫 | Cyrus Rodas         |
| 貝瑞·艾倫／韋馱天的針亥         | 檜山修之 | Benjamin McLaughlin |
| 黛安娜·普林斯／大鷲天女的大阿奈 | 朴璐美   | Molly Searcy        |
| 哈莉·奎茵                       | 釘宮理惠 | Karlii Hoch         |
| 小丑                            | 高木涉   | Scott Gibbs         |
| 阿爾弗萊德·潘尼沃斯             | 大塚芳忠 | David Harbold       |
| 詹姆斯·高登                     | 寺杣昌紀 | John Gremillion     |
| 拉斯·奧·古                      | 山路和弘 | 約翰·士瓦希         |
| 鋼之闇惡／超人                  | 上川隆也 | Aaron Campbell      |

## 製作團隊
- 導演：水崎淳平、高木真司
- 劇本：中島一基
- 人物設定：岡崎能士
- 音樂：菅野祐悟
- 動畫製作：神風動畫

## 外部連結
- 動畫電影『忍者蝙蝠俠』官方網站 （日語）
- 動畫電影『忍者蝙蝠俠VS極道聯盟』官方的X（前Twitter） （日語）